# 塵埃を踏み歩くもの
『塵埃を踏み歩くもの』（じんあいをふみあるくもの、原題：英: The Treader of the Dust）は、アメリカ合衆国のホラー小説家クラーク・アシュトン・スミスによる短編ホラー小説。クトゥルフ神話関連作品で、『ウィアード・テールズ』1935年8月号に掲載された。
東雅夫は『クトゥルー神話事典』にて、「オリジナルの魔道書『カルナマゴスの遺言』と魔物クアキル・ウッタウスの妖異が描かれる」と解説している。
神クァチル・ウタウスが登場するが、クトゥルフ神話として描かれた作品ではなく、またアヴェロワーニュやゾティークとも関係がない、独立した作品であった。しかし、リン・カーターによって、文献「カルナマゴスの遺言」が「エイボンの書」と共に古代の魔術師の墓から発見されたとされ、後付けでクトゥルフ神話に導入される。その後、この神と文献はTRPGにも導入される。
ジョセフ・ペイン・ブレナンの小説『The Keeper of the Dust』には、カ＝ラースという神が登場し、この神はクァチル・ウタウスによく似ている。ブレナンは1952年にウィアード・テールズでデビューした作家であり、当作品もアーカムハウスの単行本に収録されている。

## あらすじ
魔術師カルナマゴスは、古代の魔術師がクアキル・ウッタウスと呼んでいたある神性の召喚法を書物に記録する。
オカルト研究家であるジョン・シバスチャンの周りでは、周囲の物が老朽化して崩壊する怪事象が相次いでいた。彼自身も急に老け込んだような感じがし、漠然とした不安に駆られて家を飛び出す。三日後、錯覚だろうと思い返したシバスチャンは帰宅し、老使用人のティマーズがいないことに気づく。シバスチャンが書斎に入ると、古書「カルナマゴスの遺言」がページを開かれたまま置かれ、部屋の物全てが不可解なほどに埃にまみれていた。シバスチャンは、ティマーズが本を読んで、自分がかねてより警戒していたクアキル・ウッタウスを召喚してしまったことを理解する。逃げ出したいが、体がもはや動かず、シバスチャンは崩壊して塵となる。そこへクアキル・ウッタウスが現れ、シバスチャンの成れの果てである塵埃の上に、足跡を残していく。

## 主な登場人物
- ジョン・シバスチャン - 主人公。オカルト研究家。
- ティマーズ - 老使用人。ギリシア語が読める。
- カルナマゴス -いにしえの邪悪な賢者。 「カルナマゴスの遺言」という書物を残した。

## 用語
Quachil Uttaus / クアキル・ウッタウス / クァチル・ウタウス
幼児のミイラのような姿をした邪神。あらゆるものを老朽化して崩壊させる。「塵埃を踏み歩くもの」の異名をとる。
J・P・ブレナンの作品に登場する神Ka-Rath（カ＝レト / カ＝ラース）はよく似ている。
カルナマゴスの遺言 / カルナマゴスの誓約
ギリシア語で書かれた書物。原本は失われ、2冊の写本が作られたが、1冊は宗教裁判で処分され、最後の1冊をシバスチャンが入手した。

## 収録
- 『アヴェロワーニュ妖魅浪漫譚』創元推理文庫、大瀧啓裕訳

## 関連作品
- クセートゥラ - スミスのゾティーク作品。「カルナマゴスの遺言」が登場する。